# Jennifer Carpenter
Jennifer Leann Carpenter (Louisville, 7 de desembre de 1979) és una actriu estatunidenca.

## Biografia
Carpenter va néixer a Louisville, a l'estat de Kentucky, on es va graduar a l'institut catòlic Sacred Heart Academy i va formar-se com a actriu al Walden Theatre. Posteriorment va continuar la seva formació al Juilliard School de Nova York.
Carpenter va atreure l'atenció de la crítica per primer cop amb el seu paper a L'exorcisme d'Emily Rose, pel qual va ser guardonada amb el Premi cinematogràfic MTV 2006 a la "Millor actuació de terror". L'any 2009 va guanyar el Premi Saturn com a millor actriu de repartiment a televisió, pel seu paper a la sèrie Dexter.
En el terreny sentimental, ha estat casada amb Michael C. Hall (31 de desembre de 2008-2010), el seu germanastre en Dexter, però després de menys de dos anys de matrimoni els actors van decidir divorciar-se. Un portaveu de l'actor va anunciar el 14 de desembre de 2010 que els actors han estat separats durant un temps i la seva ruptura ha estat amistosa.

## Filmografia
- People Are Dead (2001): Amiga de l'Angela
- Ash Tuesday (2003): Samantha
- Dues rosses amb pebrots (White Chicks) (2004): Lisa
- DEBS (2004): Estudiant histèrica
- L'exorcisme de l'Emily Rose (The exorcism of Emily Rose) (2005): Emily Rose
- Lethal Eviction (2005): Sarah/Tessi/Beth
- Queen B (2005): Kristen
- Last Days of America (2005): Amiga a Nova York
- The Dog Problem (2006): Cambrera pèl-roja
- Batalla a Seattle (2007): Sam
- Quarantine (2008): Angela Vidal
- Faster (2010): Nan Porterman
- The Factory (2011): Kelsey Walker
- Seeking Justice (2011): Trudy
- Gone (2012): Sharon Ames
- Ex-Girlfriends (2012): Kate
- Avengers Confidential: Black Widow & Punisher (2014): Natalia Romanova (veu)[6]
- The Devil's Hand  2014: Rebekah
- Brawl in Cell Block 99 2017: Lauren Thomas
- Batman: Gotham by Gaslight 2018: Selina Kyle (veu) Directa en vídeo
- Dragged Across Concrete 2018: Kelly Summer

## Sèries de televisió
- Dexter (2006-2013) - Debra Morgan
- Limitless (2015–2016) - Rebecca Harris
- Dexter: New Blood (2021) - Debra Morgan